# 用語
用語（ようご、term,  terminologie）とは、
1. 書いたり話したりするときに用いられる語や句。
2. 特定の分野で特に使われる語句[1]。専門用語、学術用語とほぼ同義。本項目で解説。

## 概説
用語とは、特定の分野で特に使われる語や句を指している。
結果として、用語と言うことでおおむね専門用語や学術用語（術語）を指していることは多い。また別の表現をするならば、用語とは特定の分野において鍵となる役割を果たしている語 （キーワード）、と言うこともできよう。
ドイツ語やフランス語でterminologieと言えば通常は、特定の分野で用いられる用語の集まり（集成、総体）を指している。各国語の原文でterminologieという表現がある場合、日本語への翻訳では文脈に応じて「用語」と訳されたり「専門用語」と訳されたりしている。ただし同語teminologieや英語のterminologyは、logyという語尾が付いており <用語というものに関する研究> を意味することが全く無いわけではない。

### 専門用語、学術用語
専門用語は、特定の専門分野で用いられる語句のことであり、学術用語はその中でも特に学術や研究で用いられる専門用語のことである。詳細は専門用語や学術用語を参照のこと。

## 用語辞典、用語集
辞典の中でも、特に特定の分野の用語に特化して掲載したものを用語辞典（ようごじてん）と呼ぶ。用語辞典と呼ぶほどの規模でないものは用語集と呼ばれている。
各分野の専門家、専門家団体、業界団体などによって編纂されたものが出版されている。
また、日本の文部省（現文部科学省）の主導により編纂された、各分野ごとに日本語の学術用語と英語を関連づけた用語辞書（辞書的冊子）も出版されている（学術用語集）。さらに、近年ではインターネット上に、印刷物をweb化したり新規に編纂する形で、様々な用語辞書・用語集が存在している。
ウィキペディアは百科辞典であるためウィキペディア上には用語辞書は無いものの「何々用語の一覧」という項目は存在しており閲覧可能である。

## その他
用語の中には、その専門分野の人でなくても、大よその意味や使われ方の見当がつくものもあるが、なかには敢えて部外者に分からないようにした用語もあり、それを隠語あるいは業界用語という。これらは一種の符牒や暗号とも考えられる。
隠語ほどではないにせよ、ある特定分野だけでのみ用いられる用語の使用は、その分野に属する人間同士の連帯感の醸成に役立つ。たとえば初対面の人間との会話で、ある語句を自分と同じ意味で使用する者に対して、親近感を持ったり、あるいはそれによって仲間と認識する。これは顔かたちの似た者（多くの場合は同じ人種や民族であること）に対して抱く感情と同種のものである。また、におい（体臭。食事や生活環境によって変化する）の似ている者を味方と感じる（現代人は嗅覚を重んじていないためさほど顕著ではない）ことと同様であり、それは「自分と同じにおいのする人間」といったように、現代日本において使用する。しかし人種や民族が変更不能なのに対して、その世界独自の用語は、学習することによって修得することができるという相違がある。
その世界（業界）独自の用語が成立するには、
1. 他の分野で使用しないモノ・作法などの名前
2. その分野でのみ頻用される語であるために省略する

などが考えられる。
敢えて省略したり崩さなくても良いような基本的な語彙を略語化していることが多々見られるが、これもその世界の中での仲間意識を形成するためにむしろ業界用語が形成されている側面が指摘される。また、部外者に分からなくするために、母語で充分使用可能な語を外来語によって置き換えるなどの方法がとられることもあり、これに対しては一種の選民意識を形成するものだと考えることもできる。